# Faith and Courage
Faith and Courage – album irlandzkiej wokalistki Sinéad O’Connor z 2000 roku.

## Lista utworów
1. „The Healing Room” - 5:35
2. „No Man's Woman” - 3:00
3. „Jealous” - 4:18
4. „Dancing Lessons” - 4:17
5. „Daddy I'm Fine” - 2:58
6. „Til I Whisper U Something” - 6:08
7. „Hold Back the Night” - 4:11
8. „What Doesn't Belong to Me” - 5:37
9. „The State I'm In” - 4:10
10. „The Lamb's Book of Life” - 4:56
11. „If U Ever” - 4:24
12. „Emma's Song” - 3:20
13. „Kyrié Eléison” - 2:45